# Lista över museer i Norrköpings kommun
Lista över museer i Norrköpings kommun förtecknar museer i Norrköpings kommun enligt Museinätverket i Norrköping år 2012.
| Namn                            | Typ                     | Plats                                         | Koordinater                                             | Bild |
| ------------------------------- | ----------------------- | --------------------------------------------- | ------------------------------------------------------- | ---- |
| Arbetets museum                 | Arbetslivsmuseum        | Strykjärnet, Laxholmen, Norrköping            | 58°35′21.00″N 16°10′48.20″Ö / 58.5891667°N 16.1800556°Ö |      |
| Brandkårsmuseet i Simonstorp    | Arbetslivsmuseum        | Simonstorp                                    | 58°47′7″N 16°9′15″Ö / 58.78528°N 16.15417°Ö             |      |
| Gasverksmuseet (nedlagt 2010)   | Arbetslivsmuseum        | Saltängsgatan 48, Norrköping                  |                                                         |      |
| Grafiska museet                 | Arbetslivsmuseum        | Strykbrädan, Laxholmen, Norrköping            |                                                         |      |
| Holmens museum                  | Arbetslivsmuseum        | Strykbrädan, Laxholmen, Norrköping            | 58°35′20.19″N 16°10′50.69″Ö / 58.5889417°N 16.1807472°Ö |      |
| Hällristningsmuseet             | Arkeologiskt museum     | Himmelstalundsallén 2, Norrköping             | 58°35′33″N 16°8′55″Ö / 58.59250°N 16.14861°Ö            |      |
| Kraftverksstationen i Drags     | Teknikmuseum            | Dragsområdet vid Strömmen i Norrköping        | 58°35′20.64″N 16°10′22.54″Ö / 58.5890667°N 16.1729278°Ö |      |
| Kylhistoriska museet            | Arbetslivsmuseum        | Slottsgatan 135, Norrköping                   |                                                         |      |
| Löfstad slott                   | Slott                   | Kimstad socken                                | 58°33′01″N 16°02′25″Ö / 58.55028°N 16.04028°Ö           |      |
| Marmorbruksmuseet på Kolmården  | Arbetslivsmuseum        | Marmorbruksvägen, Krokek                      |                                                         |      |
| Norrköpings konstmuseum         | Konstmuseum             | Kristinaplatsen                               | 58°34′59″N 16°11′27″Ö / 58.58306°N 16.19083°Ö           |      |
| Norrköpings skolmuseum          | Arbetslivsmuseum        | Oskarsskolan vid Östra Promenaden, Norrköping |                                                         |      |
| Norrköpings spårvägsmuseum      | Teknikmuseum            | Stohagsgatan 3, Oxelbergen, Norrköping        |                                                         |      |
| Norrköpings stadsmuseum         | Kulturhistoriskt museum | Holmbrogränd, Norrköping                      | 58°35′23″N 16°10′48″Ö / 58.58972°N 16.18000°Ö           |      |
| Färgargårdens stamp och färgeri | Arbetslivsmuseum        | Färgargården, Norrköping                      | 58°35′17″N 16°10′4″Ö / 58.58806°N 16.16778°Ö            |      |
| Pumpverksmuseet                 | Teknikmuseum            | Vid Borgs vattenverk, Fiskeby                 |                                                         |      |
| Norrköpings Tidningars museum   | Arbetslivsmuseum        | Stohagsgatan 4, Oxelbergen, Norrköping        |                                                         |      |
| Svenska kyrkans museum          | Kulturhistoriskt museum | Fleminggatan, vid Kyrkans hus, Norrköping     |                                                         |      |
| Vånga hembygdsgård              | Hembygdsmuseum          | Hammarsmedsvägen, Skärblacka                  |                                                         |      |
| Zarah Leandermuseet             | Konstnärsmuseum         | Häradshammars bygdegård, Vikbolandet          |                                                         |      |